# ジョージ・マーシャル
ジョージ・キャトレット・マーシャル・ジュニア（英語: George Catlett Marshall, Jr.、1880年12月31日 - 1959年10月16日）は、アメリカ合衆国の軍人。最終階級は元帥。
第二次世界大戦中の陸軍参謀総長としてアメリカを勝利に導き、戦後は国務長官、国防長官を歴任し、マーシャル・プランによってヨーロッパ復興を指導した。ウェストポイント以外の出身者として異例の出世をしている。

## 経歴

### 軍人

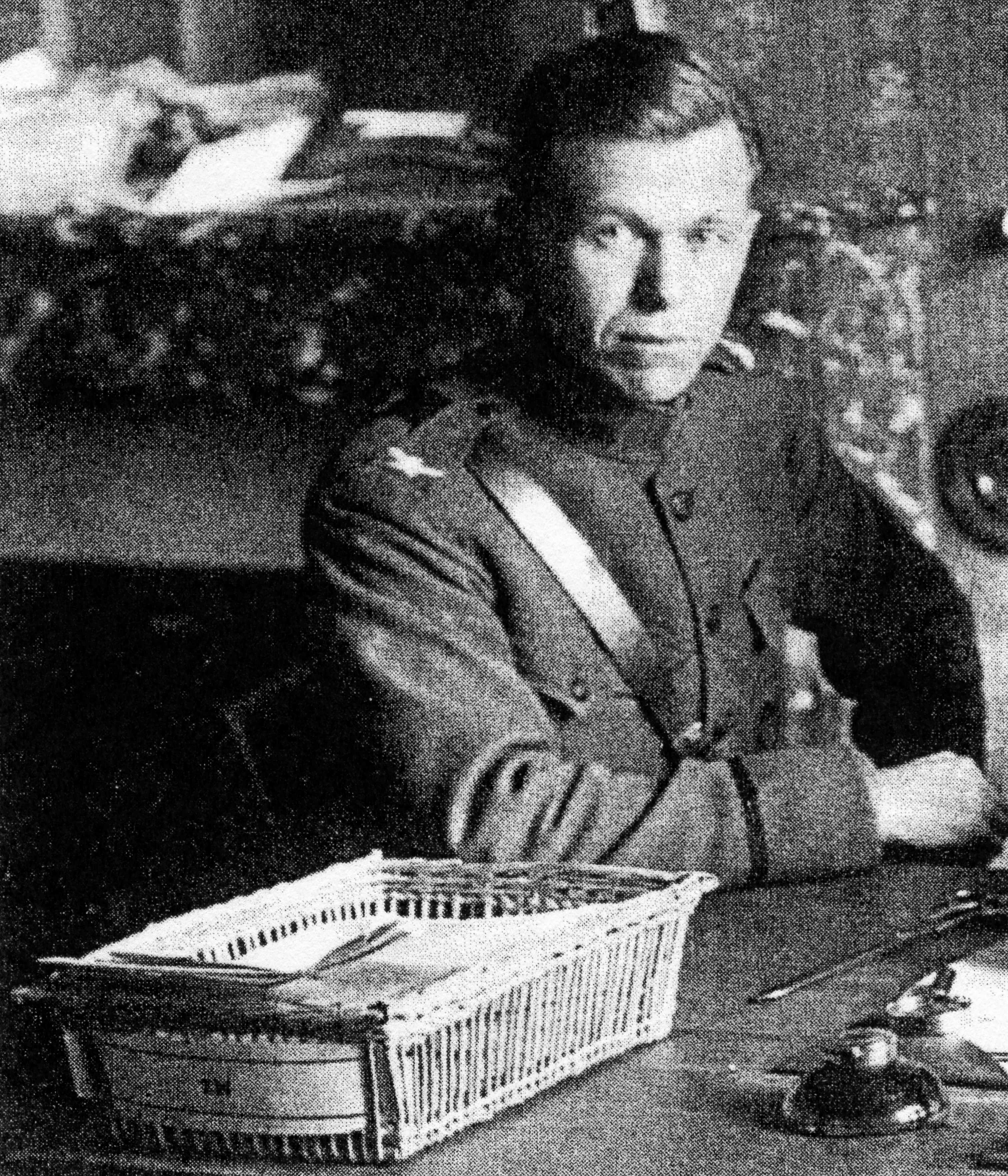
フランスにおけるマーシャル大佐（1919年以前）

1880年12月31日にペンシルベニア州ユニオンタウン市に誕生する。1901年にヴァージニア軍事大学を卒業し、陸軍に入隊した。1917年8月にフィリピン勤務などを経て少佐となり、第1歩兵師団作戦・教練担当参謀としてフランスに派遣される。1918年にヨーロッパ派遣軍最高司令部勤務となり、作戦計画担当参謀として活躍した。1918年8月には大佐に昇進し、ヨーロッパ派遣軍総司令官ジョン・パーシング大将の副官となったが、大した軍功を立てることも無かった。
1918年11月の第一次世界大戦終結頃には上層部から軍人としての才覚に欠けていたと見なされ、1920年7月に少佐に降格される。戦間期には陸軍省勤務となり、主に教練プログラムの立案や国防大学の教官など重要性の低い仕事しか任されなかった。そうした中、太平洋の覇権確立を目指す対日戦略活動に関わり、約3年間に及ぶ中国駐在も経験する事で出世の糸口を掴み、1923年8月に中佐、1933年9月に大佐となり、1936年10月に准将に昇進した。

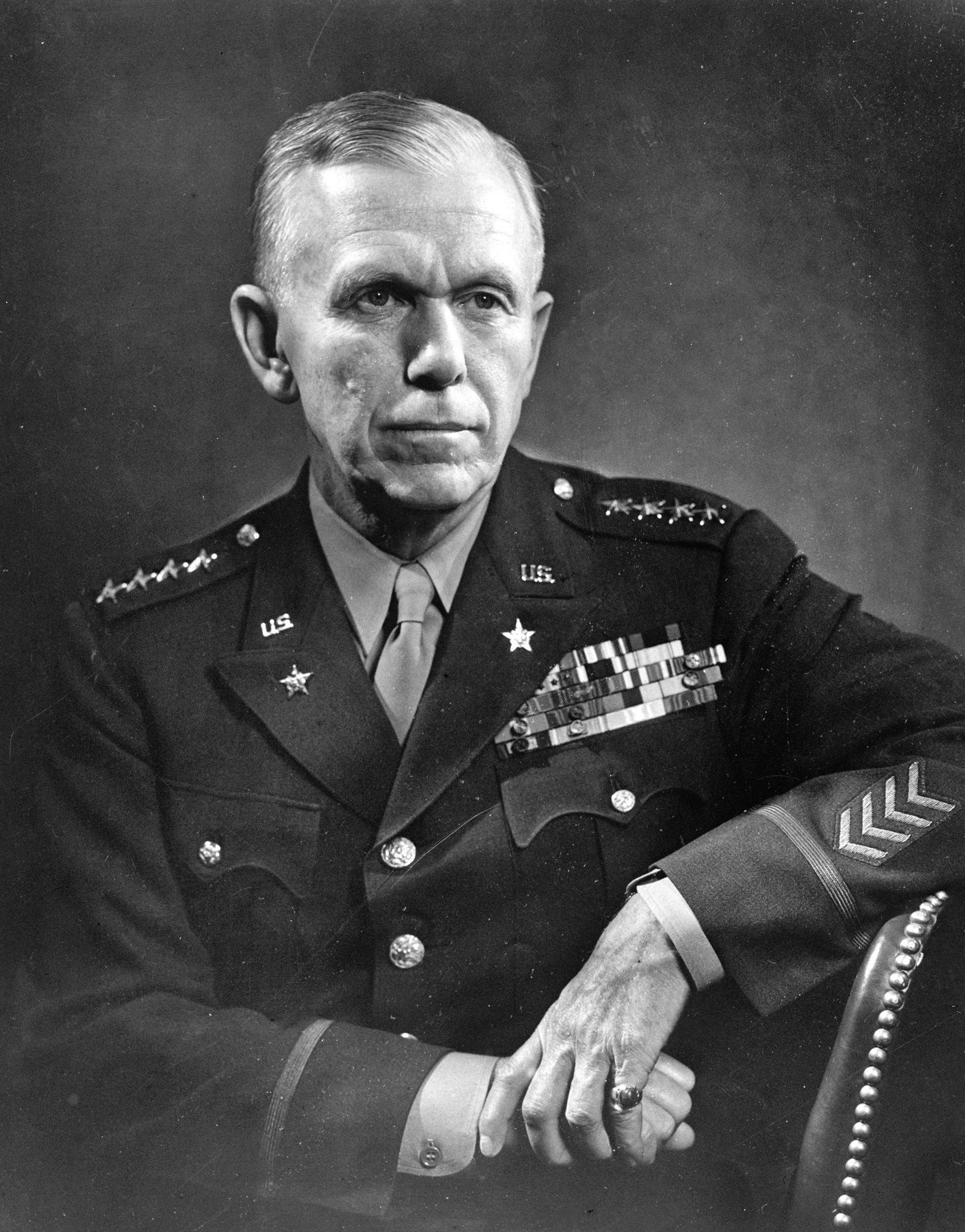
1944年

1939年9月に第二次世界大戦が勃発して同年に少将となり、アメリカが推進する対日戦争計画推進に積極的に関わることでフランクリン・ルーズベルト大統領より一気に第15代陸軍参謀総長に指名される。参謀総長就任に伴い、合わせて大将に昇進した。ソ連との戦いやイギリスからの戦略爆撃で疲弊していたドイツに止めを刺すためのヨーロッパ侵攻作戦の作戦計画を指導した。1943年にタイム誌の「マン・オブ・ザ・イヤー」にも選ばれている。1944年12月に元帥となった。
終戦間際にダグラス・マッカーサー南西太平洋方面総司令官やチェスター・ニミッツ太平洋艦隊司令長官とは異なり、日本本土侵攻やソビエト連邦参戦の必要性を唱えた。

### 政治家
1945年9月の終戦後は陸軍参謀総長の職を辞して軍を退いた。当時のアメリカは第二次世界大戦の真の勝利者として世界を共産主義勢力とに分割する形で各国の政治・軍事・経済に支配的な影響力を行使する為の冷戦体制構築に入っており、その関係で同年11月27日にトルーマン大統領から中国における国共内戦調停の全権特使に任命。同年12月15日、アメリカ政府は国民党政府の支持と諸党派の参加政府、軍隊の統合を盛り込んだ中国政策を発表した。
国民党政府に莫大な支援を集中して共産党政府を抑止しつつ、他方でアメリカによるさらなる中国の工業及び農業改革の復興援助を報償として提示して国民党に譲歩を迫る事によって国共両党を統一交渉のテーブルにつかせようとしたのである。
マーシャルは国民党が軍事手段で共産党を圧迫しようとすれば、国民政府の崩壊をもって終り、中国に共産党の支配をもたらすであろうと見ていた。そこで彼は共産党を含めた連立政府を樹立し、双方の軍隊を国民党軍に統一するという計画をもって乗り込んできたのである。マーシャル使節団は国民党と共産党の和解のためにひたすら奔走した。共産党を少数派として政府に参加させることで、彼らを認めて彼らの敵対性を除去することを考えた。マーシャルは中国国民から「平和の使徒」としてもてはやされた。

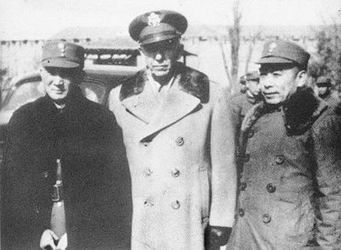
張治中（左）、マーシャル（中央）、周恩来（右）

1946年1月に国民党の張群・共産党の周恩来と三者会談を開催し、停戦協定を発表して軍事調処執行部（三人委員会）を成立させた。2月25日の基本法案によると、陸・海・空3軍の最高統帥者が中華民国政府主席（蔣介石）であることを再確認した上で、1年以内にその陸上兵力を国民党軍90個師団・共産党軍18個師団に削減し、更にその半年後にはそれぞれ50個師団と10個師団にまで縮小することが取り決めされていた。しかし蔣介石は内戦を起こしたため、マーシャルは本国に召喚された。

#### 国務長官

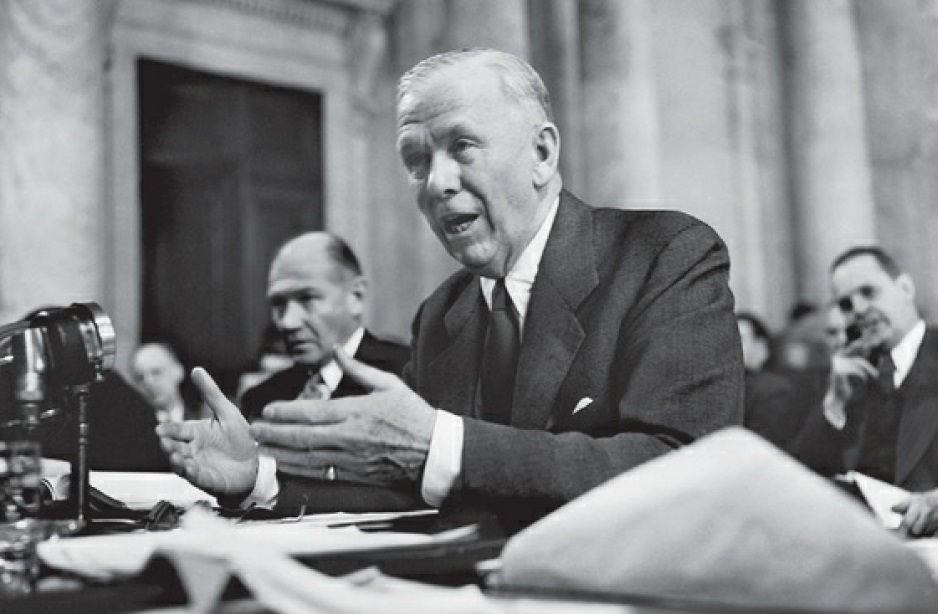
国務長官時代のマーシャル（1948年1月15日）

1947年1月に国務長官に就任し、同年6月5日にハーバード大学の卒業式で講演し、後に「マーシャル・プラン」として知られるようになるヨーロッパ復興計画の概略を発表した。また、アジア方面では特に対中政策で国共内戦に深く関与することになる。外交問題評議会や太平洋問題調査会に所属していたマーシャルは、自らの中国復興計画と和平調停を破綻させたことへの制裁としてアメリカ議会が決定した国民党への支援を遅延させるなど、共産党を利するような行動を取り続けた。これは後に「国務省内部に共産主義者が巣喰っている」という共和党のジョセフ・マッカーシーら反共強硬派の根拠となり、マッカーシズム（赤狩り）にまで発展することになる。

#### 国防長官

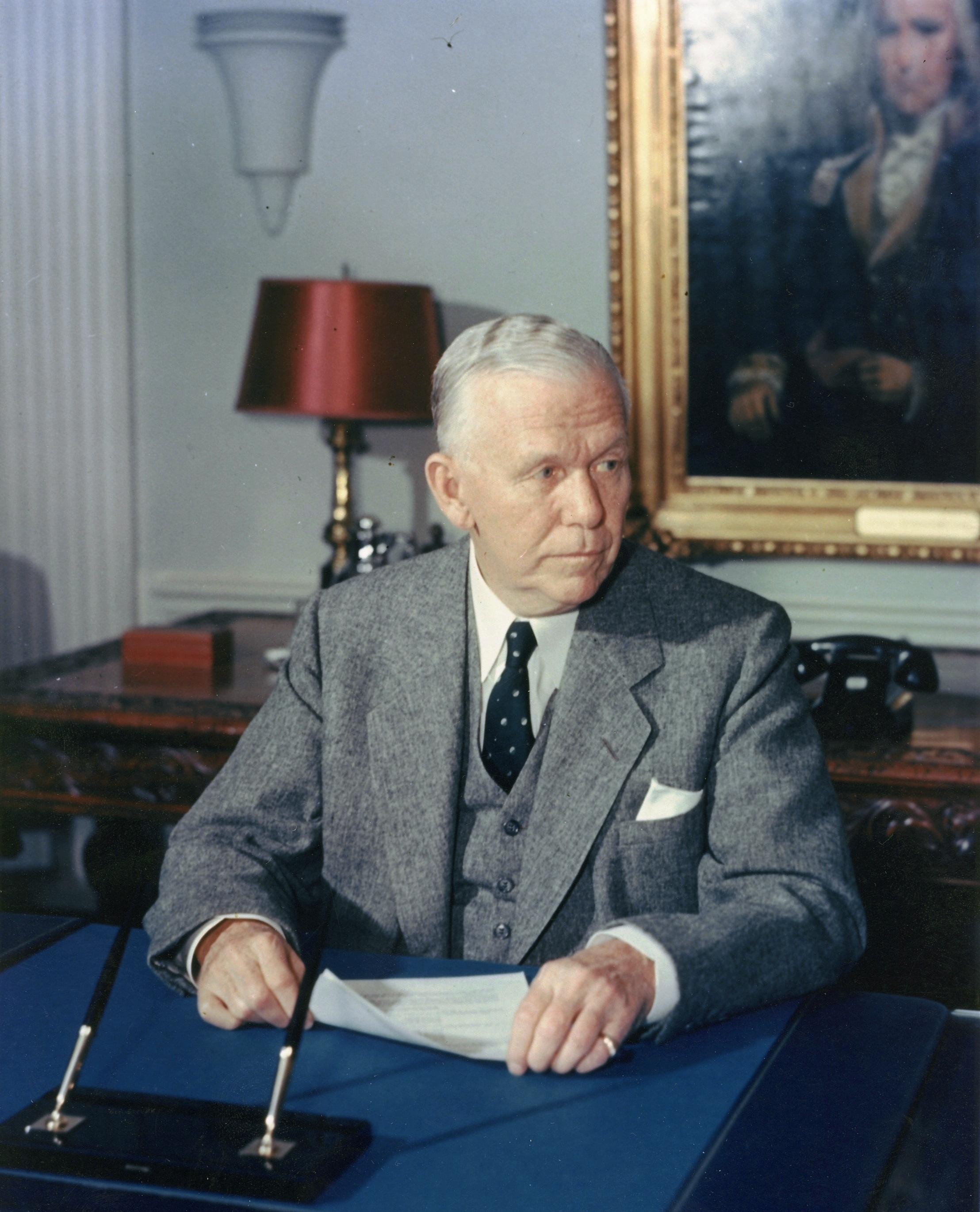
国防長官時代のマーシャル（1951年1月15日）

1949年1月に国務長官を退任した後は、同年10月にアメリカ赤十字社総裁に就任した。1950年9月に国防長官に就任し、軍人の就任を避けることを目的とした国家安全保障法に対して特例まで承認された上での就任となった。1951年9月に退任して公務を引退し、1953年12月にマーシャル・プランの立案・実行によってノーベル平和賞を受賞した。
1959年10月16日にワシントンD.C.にて78歳で死去し、アーリントン国立墓地に埋葬された。

## 人物
- フリーメイソンだった[7]。
- 軍の最高位に出世できた事を誇りに思っている反面、良く言っても大変堅物・悪く言えば柔軟性に欠けた性格の持ち主で、閣僚にさえファーストネームで呼ばせなかった。トルーマン大統領に「ジョージと呼んでいいか？」と尋ねられても「いいえ、マーシャル将軍とお呼び下さい閣下。」と答えたという。

## 階級履歴
|  | 少尉, 連邦常備陸軍(Regular Army), 1902年2月2日                   |
|  | 中尉, 連邦常備陸軍, 1907年3月7日                                 |
|  | 大尉, 連邦常備陸軍, 1916年7月1日                                 |
|  | 少佐, 合衆国陸軍(National Army), 1917年8月5日                    |
|  | 中佐, 合衆国陸軍, 1918年1月5日                                   |
|  | 大佐, 合衆国陸軍, 1918年8月27日                                  |
|  | 大尉, 連邦常備陸軍, 1920年6月30日                                |
|  | 少佐, 連邦常備陸軍, 1920年7月1日                                 |
|  | 中佐, 連邦常備陸軍, 1923年8月21日                                |
|  | 大佐, 連邦常備陸軍, 1933年9月1日                                 |
|  | 准将, 連邦常備陸軍, 1936年10月1日                                |
|  | 少将, 連邦常備陸軍, 1939年9月1日                                 |
|  | 大将, 一時的階級（temporary rank）, 1939年9月1日                 |
|  | 元帥, 合衆国陸軍(Army of the United States)1944年12月16日        |
|  | 元帥, 連邦常備陸軍, 1946年4月11日                                |
|  | 元帥, 退役者リスト, 1947年2月                                    |
|  | 元帥, 連邦常備陸軍（現役復帰）, 1949年3月1日（1944年12月16日付） |

## 家族
1902年2月にリリー・カーター・コールズと結婚した。1927年9月にリリーが死去した後は、1930年10月にキャサリン・ボイス・タッパーと結婚した。どちらもマーシャルとの間に子供はいない。

## 関連文献
- アルバート・ウェデマイヤー『第二次大戦に勝者なし ウェデマイヤー回想録』 妹尾作太男訳、講談社学術文庫（上下）、1997年
- ジョゼフ・マッカーシー『共産中国はアメリカがつくった　G・マーシャルの背信外交』

本原俊裕訳、副島隆彦監修・解説、成甲書房、2005年。ISBN 4880861928
- ジョナサン・W・ジョーダン『FDRの将軍たち』中沢志保訳、国書刊行会（上下）、2022年